# Rodrigo Pacheco y Osorio
Rodrigo Pacheco y Osorio, III Marqués de Cerralbo (Ciudad Rodrigo, Salamanca, 1565-Madrid; 16 de abril de 1652) fue un noble español, Inquisidor de Valladolid, y XV virrey de la Nueva España desde el 3 de noviembre de 1624 al 16 de septiembre de 1635.

## Biografía
Era hijo de Juan Pacheco de Toledo e Inés Álvarez de Toledo, marqueses de Cerralbo. Fue gobernador y capitán general en Galicia, España. Fue nombrado virrey de Nueva España por Felipe IV al enterarse de los motines ocurridos en dicho territorio, girándole instrucciones para investigar las causas de los levantamientos. Su carácter conciliador y justiciero le permitieron llevar a buen término la tarea, aplicando el rigor de la ley a unos cuantos culpables del saqueo e incendio del palacio, a los que hizo colgar como escarmiento. Su primera acción como virrey fue la aprehender a una flotilla neerlandesa que pretendía invadir el puerto de Acapulco y, olvidando el encargo principal, puso en estado de defensa a dicho puerto para evitar una invasión neerlandesa o francesa, ya que España se encontraba en guerra con estos países. En este periodo se dio la Inundación de la Ciudad de México en 1629, la peor inundación que ha tenido la Ciudad de México en su historia. Se pensó incluso que la ciudad desaparecería, pues el agua ascendió hasta los 2 metros y tardó más de cuatro años en retirarse por completo. A raíz de la inundación, hubo un éxodo de habitantes que se mudaron a Puebla de los Ángeles, ciudad que creció y adquirió mayor importancia. 
Finalmente fue el virrey, con ayuda del fraile carmelita Andrés de San Miguel, quien encontró la solución, al ordenar que abrieran el tajo, cerrado por su cosmógrafo Enrico Martínez, para que salieran las aguas de la ciudad y se terminara así la inundación. Solucionado el problema, el virrey propuso cambiar la ciudad de lugar, pero su propuesta fue rechazada.
Durante su gobierno, se confirmó el sistema de alternancia entre criollos y españoles en la dirección de las diferentes órdenes religiosas. Asimismo, se estipuló que todos los misioneros, clérigos y religiosos encargados de la evangelización debían dominar las lenguas indígenas.
Estableció la Caja Real de San Luis Potosí con el fin de mejorar la administración hacendaria.
Como las incursiones de indios alzados se producían en el norte del Nuevo Reino de León, fue fundado un presidio por Martín de Zavala, al que se llamó Cerralvo en honor del virrey.
En 1635 Rodrigo Pacheco regresó a España para ser embajador del país en Viena.
Pacheco falleció en Madrid el 16 de abril de 1652.